# آبا (روسیه)
آبا (به لاتین: Aba) یک رود در روسیه است که در استان کمروو واقع شده‌است.